# 王沁
王 沁（おう しん、1989年3月28日 - ）は、中国出身の実業家、作家。
株式会社NGA、株式会社華和結ホールディングスCEO。『中国オンラインビジネスモデル図鑑』著者。

## 経歴
1989年、中国陝西省漢中市で生まれ。2010年、勉学のために渡日。
2012年、慶應義塾大学商学部に入学し、在学中にコンテンツ商社「JCCD.com」などを運営する株式会社華和結ホールディングスを設立。
2016年、慶應義塾大学を卒業後、同社を経営しながらリクルートホールディングスに入社。
2020年、株式会社華和結ホールディングスの傘下にAIプラットフォーム「AiBank.jp」を設立、運営。
2021年2月、リクルートを退社。
2021年3月、【中国オンラインビジネスモデル図鑑】を執筆・出版。
2021年5月、株式会社NGAを設立。

## 人物
子供の頃から起業の夢を持っており、勉強に励んできた。19歳に家庭の仕送りがなく、中国の学校を中退し、ゲームメディアのWEBプロデューサーに従事。
20歳に借金で来日し、引越し屋などのバイトを経て、WEBプロデューサーの経験からWEB広告事業を起業し、自身の生活費を賄った。22歳に慶應義塾大学商学部に入学。大学時代はGPA3.9の良い成績を収め、ゴールドマン・サックス奨学金や丹羽宇一郎奨学金 （現、日中友好協会 アリアケジャパン奨学金）など10種の奨学金を獲得。勉学だけではなく、スポーツにも打ち込み、体育の授業を10科目も履修。大学三年生の時に友人と一緒にあるコンテンツ展示会に参加したことがきっかけで、コンテンツ産業の将来性に気づき、その後コンテンツ商社「JCCD.com」を設立した。
2016年、大学卒業後は、華和結ホールディングスを経営しながらリクルートホールディングスに入社し、「じゃらん」など数多くのメインブランドのCRM（顧客関係管理）、企画運営、中華圏企業との提携交渉、投資検討などの業務に携わったのち、プロダクト統括本部・新規事業統括に配属された。
2018年に、第一回目「 東京スター銀行外国人起業家ビジネスコンテスト 」を受賞。2021年に5年間勤務したリクルートを退社。華和結ホールディングスのCEOとして、「JCCD.com」のほか、AIプラットフォーム「AiBank.jp」、グローバルタイムシェアプラットフォーム「Time-X」など複数の事業を経営している。
2021年3月、『中国オンラインビジネスモデル図鑑』（かんき出版社）を出版、Forbers Japan、東洋経済、China Daily、36k japanなどの国内外のメディアに報道された。また、『日経トップリーダー』にて「中国ビジネス前線リポート 王沁の着眼大局、着手小局」というコラムをスタート、自身の知識と経験を惜しまなく共有。
趣味はスノーボード、卓球、ゴルフ。
2021年5月に、次世代アプリの開発・運営を事業とする株式会社NGAを設立し、２ヶ月で9名の一流経営者からエンジェルラウンドで5000万円の資金調達を実施した。